# Kama-itachi

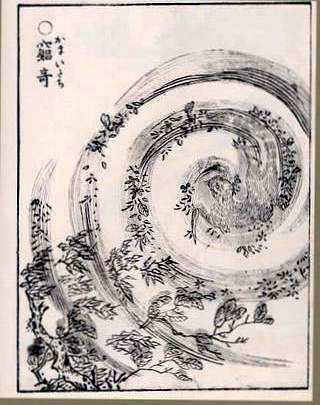
Ein Kama-itachi, wie er in Sekiens Gazu Hyakki Yagyō von 1776 erscheint.

Der Kama-itachi (鎌鼬; „Sichelwiesel“), auch als No-kama (野鎌; „Wilde Sichel“) bekannt, ist ein fiktives Wesen der japanischen Folklore aus der Gruppe der Yōkai und der Tsukumogami („Artefakt-Geister“). Er gilt als heimtückisch und bösartig.

## Beschreibung
Der Kama-itachi wird als Wiesel von außergewöhnlich hohem Alter beschrieben, das übernatürliche Kräfte besitzen soll. Nicht nur soll es unnatürlich schnell rennen, sondern auch sprechen und sich sogar unsichtbar machen können. Es lauert der Folklore nach in hohen, dichten Reis-, Getreide- und/oder Flachsfeldern oder im hohen Gras. Ahnungslose und unachtsame Erntehelfer und Wanderer, die querfeldein spazierten, würden überraschend an ihren Füßen und Beinen feine Schnittwunden bemerken. Manche lokalen Anekdoten erzählen, manchmal würden Feldarbeiter von etwas Unsichtbarem in den Hintern getreten, Kinder verspürten kleine, feste Tritte in den Rücken.

## Hintergrund

### Ursprünge
Eine Abbildung des Kama-itachi erscheint im bekannten Sammelwerk Gazu Hyakki Yagyō (画図百鬼夜行; Bilderbuch der Nachtparade der 100 Dämonen) von Toriyama Sekien aus dem Jahr 1776. Das Wesen erscheint unter dem Namen No-kama auch im Sammelwerk Kyōka Hyakki Monogatari (狂歌百物語; Kyōka von den 100 Gruselgeschichten) von Rōjin Tenmei aus dem Jahr 1853. Beide Verfasser haben ihren Bildern allerdings keinerlei erklärende Beitexte hinzugefügt – möglicherweise ein Hinweis darauf, dass das Wesen zu ihren Zeiten zwar schon länger bekannt war, sie aber nicht viel darüber zu erzählen wussten. Oder sie dachten sich, dass es aufgrund des hohen Bekanntheitsgrades des Kama-itachi keiner Erklärung bedürfe.
Der Kama-itashi geht sehr wahrscheinlich auf zwei eigentlich harmlose Naturphänomene zurück: den Heuteufel, einen kleinen, scharfen Wirbelwind, und auf bodennahe Windböen. Außerdem ist das Phänomen des „scharfen Grases“ bekannt, bei dem Wanderer sich an scharfkantigen Grasblättern schneiden. Wiesel gelten in Japan als besonders listige, flinke und geschickte Jäger, außerdem sind sie für ihren verspielten, neckischen und äußerst neugierigen Charakter bekannt.

### Anekdoten
In der Präfektur Gifu heißt es, bei Kama-itachi handele es sich um ein heimtückisches Trio aus Wiesel-Yōkai, das großen Gefallen daran habe, Menschen wie folgt zu schaden: das erste Wiesel hat übergroße Hinterpfoten und wirft das Opfer zu Boden, das zweite Wiesel schwingt seine Sicheln und verursacht so zahllose, feine Schnittwunden und das Dritte schließlich benutze eine magische Salbe, die die Wunden betäube, sodass die Verletzungen nicht schmerzten und so länger unbemerkt blieben. In der Präfektur Wakayama und in der Präfektur Nara wird der Kama-itachi als ein unsichtbarer Winddämon beschrieben, in der Präfektur Aichi heißt es, derselbe Winddämon sauge Blut, was erklären soll, warum Grasschnittwunden nicht oder selten bluten. Aus der Präfektur Kochi schließlich wird überliefert, ein No-kama sei ein Tsukumogami in Gestalt einer Erntesichel, die von dem Geist eines Wiesels besessen sei und nun auf Friedhöfen und Feuchtwiesen ihr Unwesen treibe.